# Polště
Polště (německy Poschen) je obec v okrese Jindřichův Hradec v Jihočeském kraji. Leží sedm kilometrů jihozápadně od Jindřichova Hradce a 35 kilometrů severovýchodně od Českých Budějovic. Žije zde 105 obyvatel.

## Historie
První písemná zmínka o obci pochází z roku 1389.

## Obyvatelstvo
| Rok            | 1869 | 1880 | 1890 | 1900 | 1910 | 1921 | 1930 | 1950 | 1961 | 1970 | 1980 | 1991 | 2001 | 2011 | 2021 |
| -------------- | ---- | ---- | ---- | ---- | ---- | ---- | ---- | ---- | ---- | ---- | ---- | ---- | ---- | ---- | ---- |
| Počet obyvatel | 380  | 338  | 337  | 364  | 321  | 302  | 283  | 185  | 162  | 136  | 114  | 84   | 97   | 104  | 114  |
| Počet domů     | 36   | 39   | 40   | 39   | 43   | 44   | 54   | 56   | 48   | 48   | 42   | 50   | 55   | 57   | 63   |

## Obecní správa
Mezi lety 1850–1960 byla Polště obcí v okrese Jindřichův Hradec. V letech 1960–1990 patřila jako část obce k Hatínu a od 24. listopadu 1990 je opět samostatnou obcí. V letech 1850–1879 k obci patřila Jemčina a v letech 1850–1899 také Stajka.

### Obecní symboly
Znak a vlajka byly obci uděleny rozhodnutím předsedy Poslanecké sněmovny Parlamentu České republiky dne 13. listopadu 2002.

## Galerie

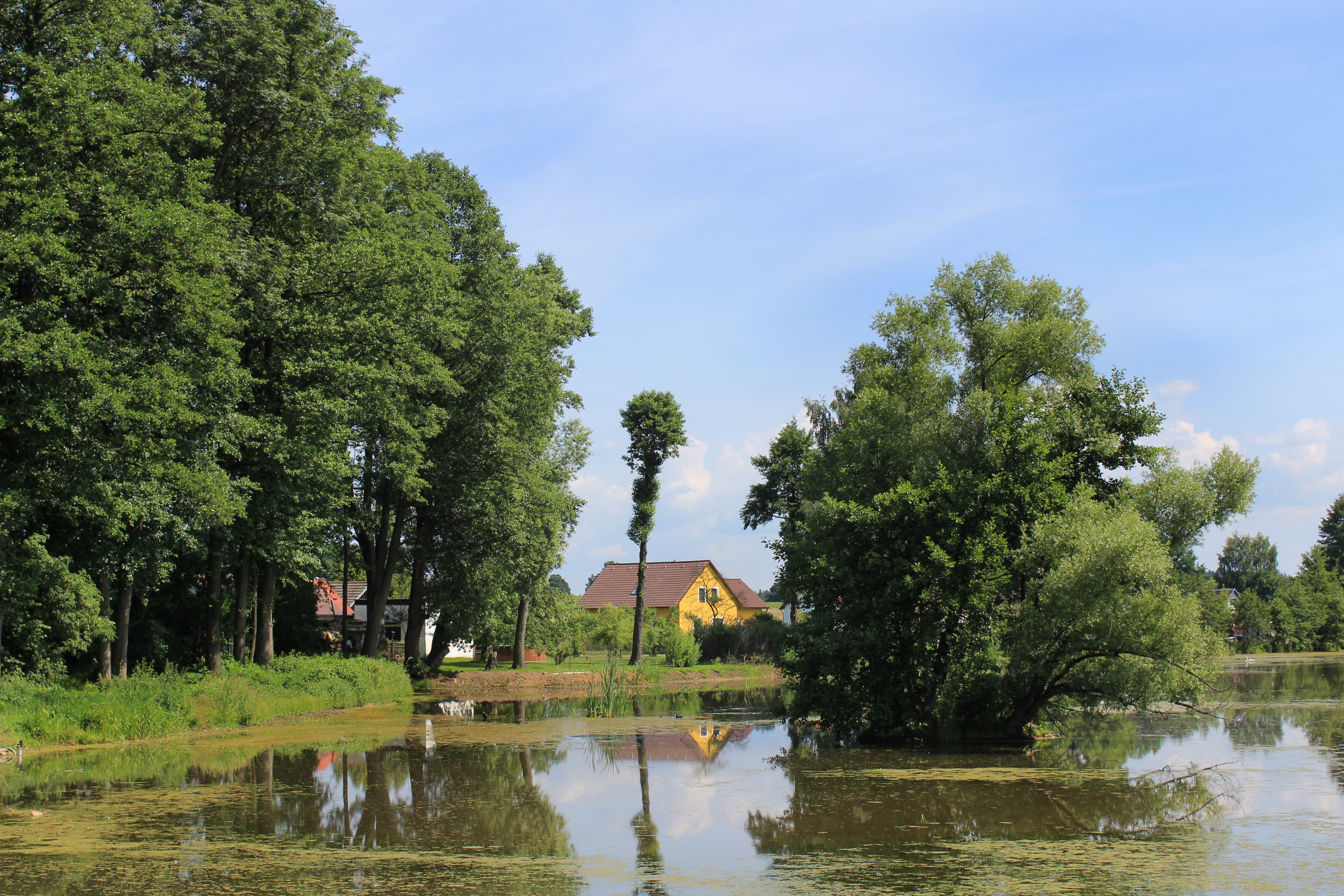
Rybník s ostrůvkem
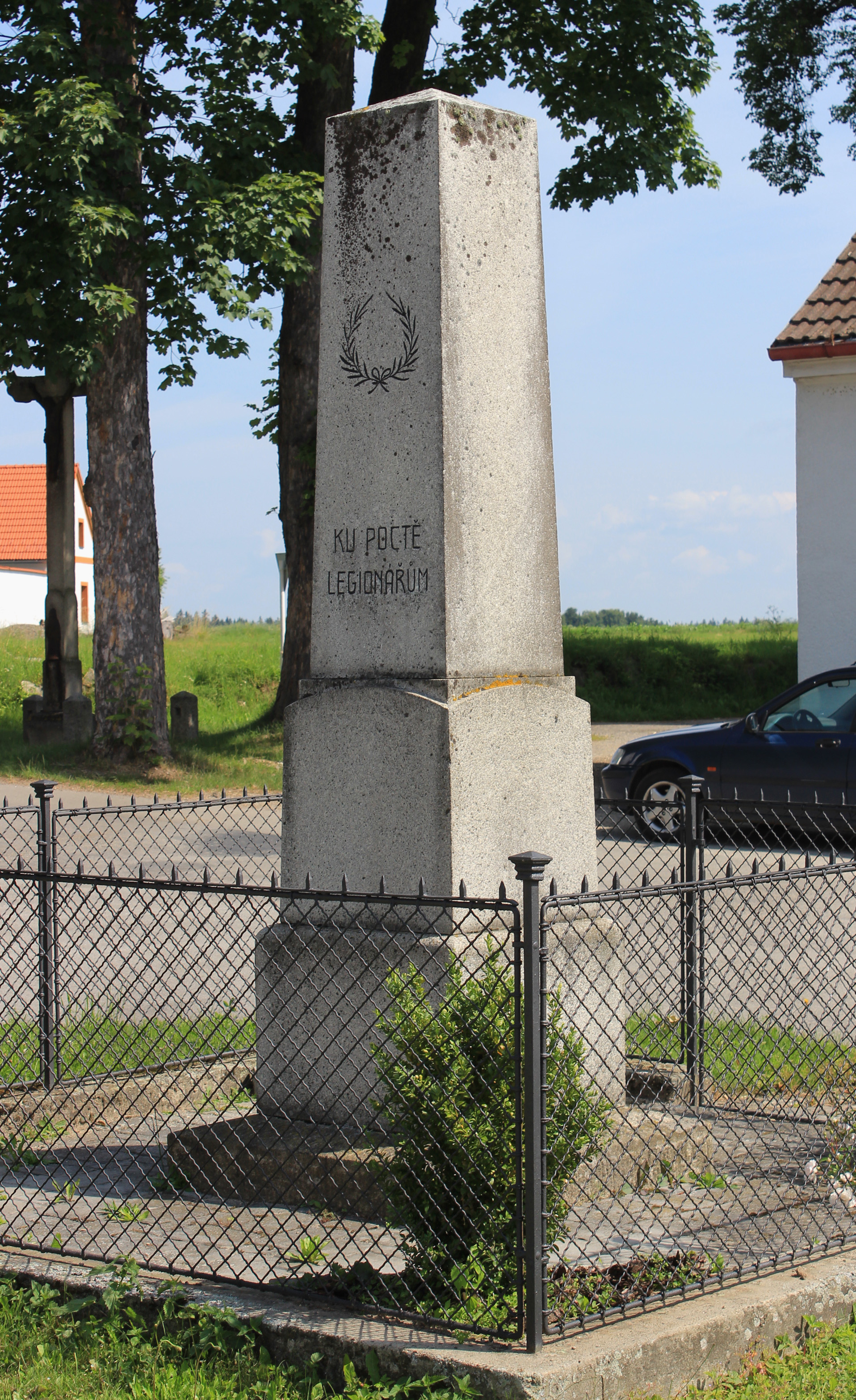
Památník padlým
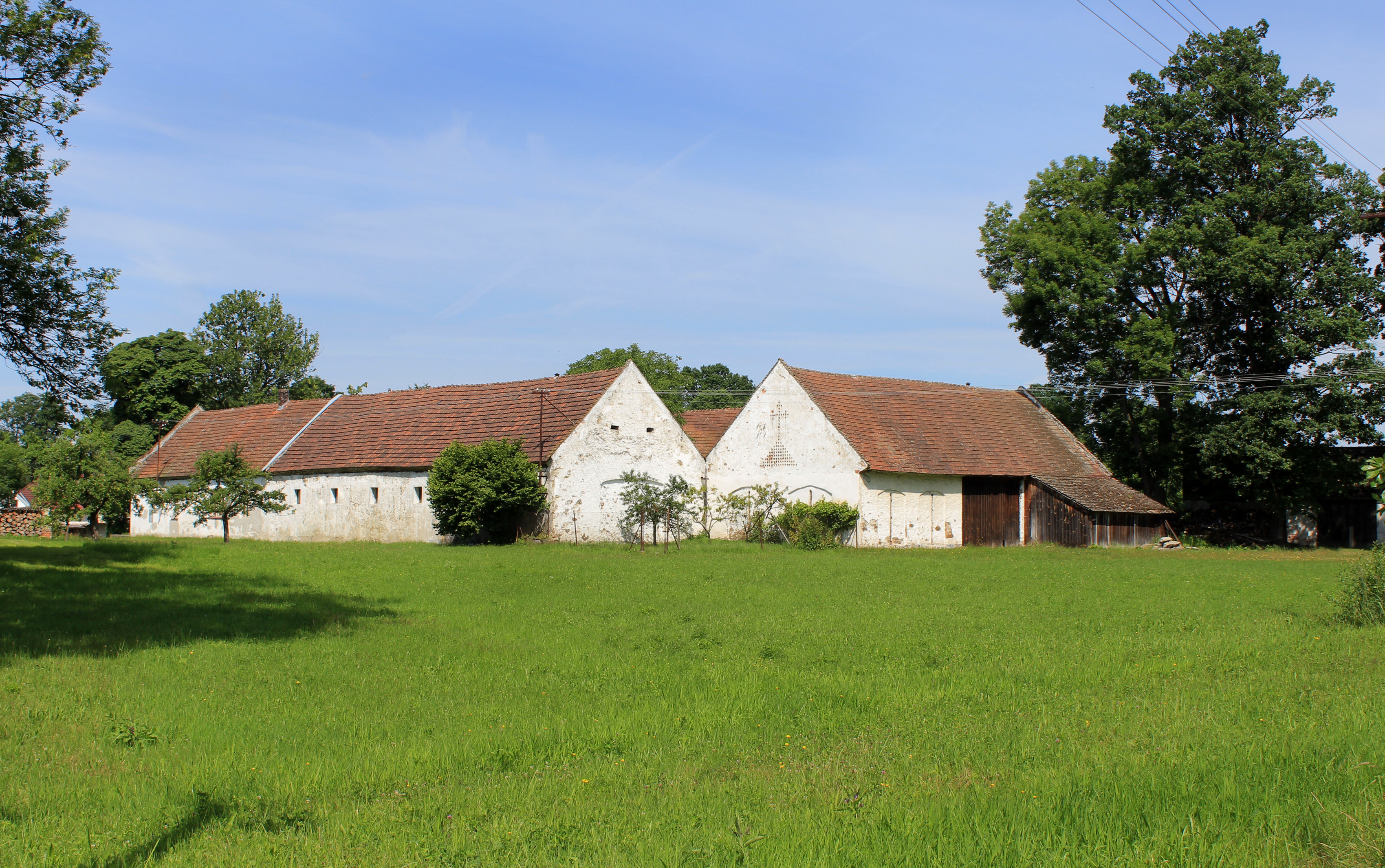
Stavení
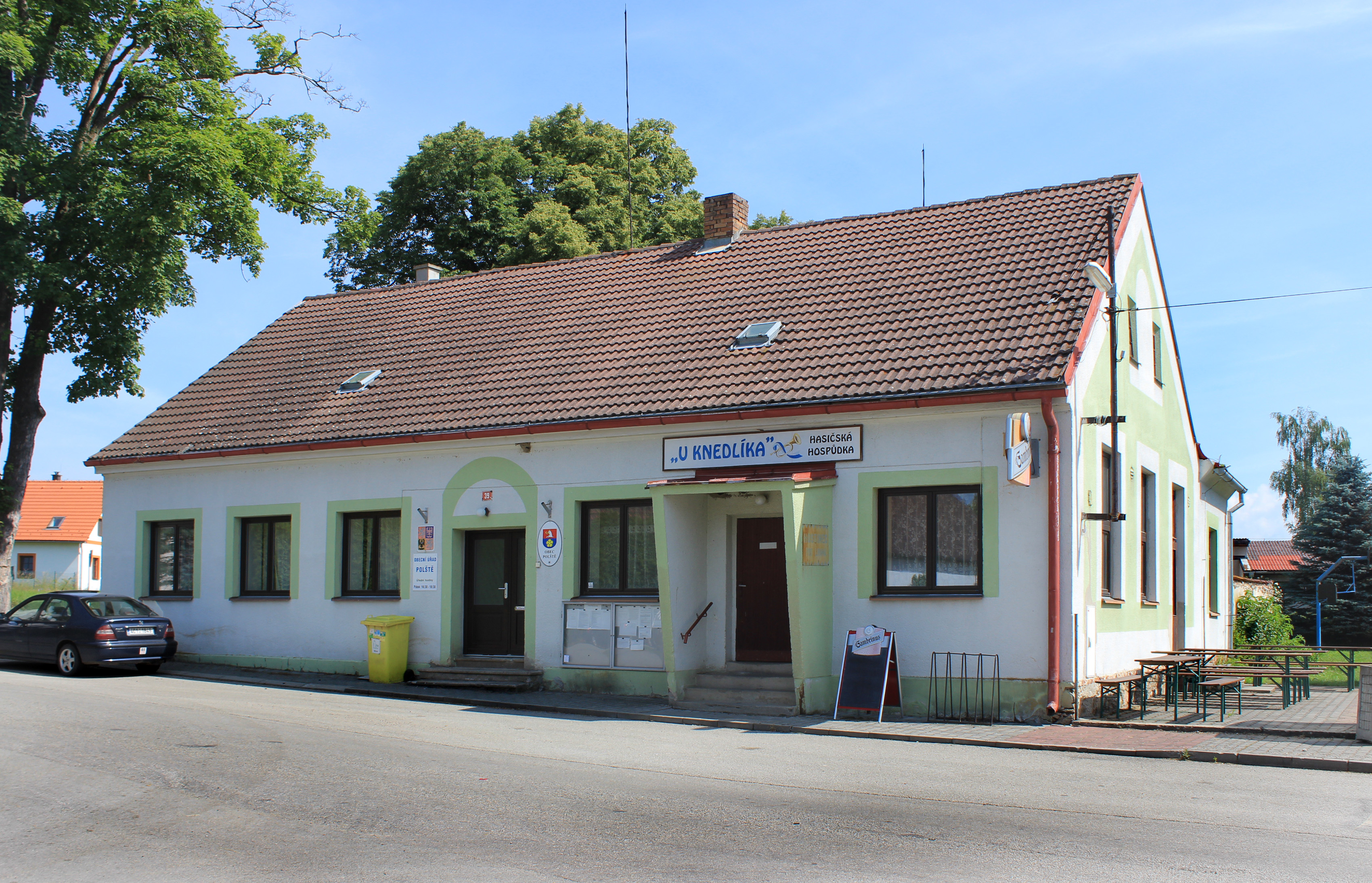
Hospoda a obecní úřad
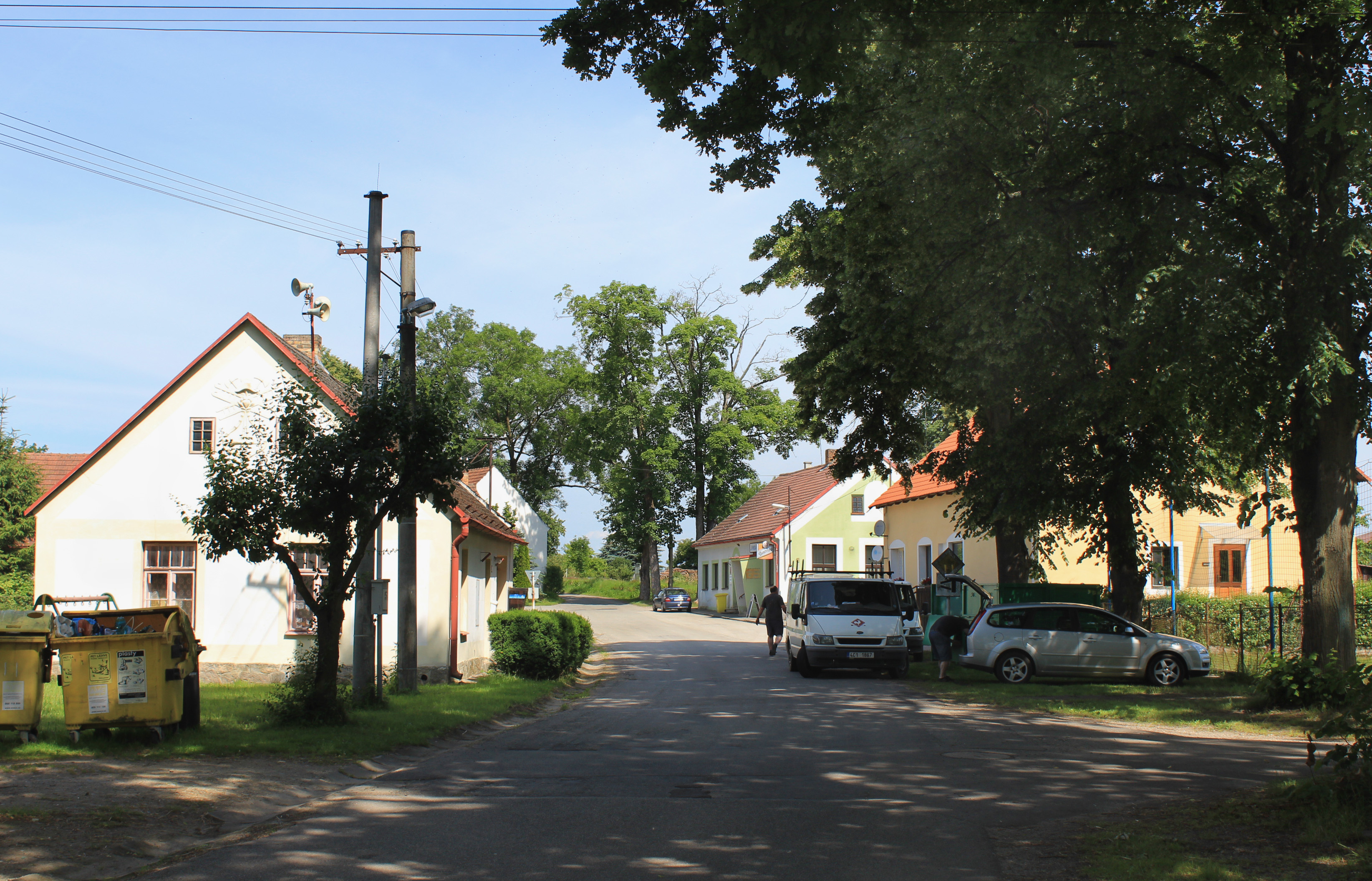
Hlavní ulice